# インディペンデント航空1851便墜落事故
インディペンデント航空1851便墜落事故（インディペンデントこうくう1851びんついらくじこ）とは、1989年2月8日にイタリア・ベルガモ発ドミニカ共和国プンタカナ行きのアメリカのチャーター便・インディペンデント航空 (en) 1851便（機材：ボーイング707）が経由地のアゾレス諸島サンタマリア空港へ着陸進入中にピコ・アルトへ墜落した事故である。機体は大破し乗員乗客144人全員が死亡した。この事故はポルトガル史上最悪の航空事故となった。

## 事故の経過
サンタマリア空港への最終進入中、管制官は操縦士に滑走路19へILSアプローチするために3,000フィート (910m) へ降下するように指示した。その交信中に別の訓練管制官がQNHセッティングを伝えるために交信を行った。しかもその値を誤って9hPa高く伝えた。操縦士が新しいQNHを確認するためにマイクロフォンをオンにしていたため、着陸進入の指示は完全には聞き取れておらず、3,000フィートが安全高度であるという2回目の報告 (second repeat) を聞き取れなかったと思われる。そして「我々は2,000フィート (610m) への降下を再度許可された。 (We're re-cleared to 2,000 feet...) 」と宣言している。副操縦士は気圧高度に疑問を持ったが、機長は副操縦士が正しく復唱を聞いたということで彼と意見が一致した。
ILSアプローチが許可されてからもクルーはアプローチブリーフィング (approach briefing) を終えておらず、3,000フィートが安全高度であることとピコ・アルト (Pico Alto) の存在に気づく機会を逃した。
2,000フィートで水平飛行に移った時、旅客機はサントエスピリト付近で激しい乱気流に遭遇し、直後に高度1,795フィート (547m) を水平姿勢で飛行中にピコ・アルトの尾根に激突した。飛行中の緊急事態発生を示す証拠はなく、高度計は1027mbに正しく設定された状態で発見された。

## 原因
調査委員会 (Board of Inquiry) は、公表されている最低扇形別高度 (minimum sector altitude) が3,000フィートであるのに、クルーが定められた飛行手順に従わずに航空機を意図的に2,000フィートに降下させたことが事故の原因であると決定した。また、管制官が航空機の実際の高度が機内の気圧高度計で指示される高度よりも240フィート (73m) 低くなるように気圧高度計を設定させており、これが副操縦士による最初の間違いを悪化させていたということも指摘された。
その他の要因:
- 地上通信の一部での標準語法への非遵守を含む副操縦士・管制官の双方における不適切な通信方法 (communications techniques)
- 降下のクリアランスの復唱を要請しないという飛行場管制塔の手続きの無視
- クルーの国際便の経験の少なさと、地形回避のための緊急時操縦技術を含まないという航空会社のクルーに対する不十分な訓練
- ポルトガル国立民間航空研究所の航空路誌（英語版）への違反（飛行計画手順および認可ルート）

## その後
事故機を運航していたインディペンデント航空は、この事故が引き金となり、翌年に倒産している。

## 映像化
- メーデー!:航空機事故の真実と真相 第21シーズン第2話「Mixed Signals」